# Asplenium baileyanum
Asplenium baileyanum är en svartbräkenväxtart som först beskrevs av Karel Domin, och fick sitt nu gällande namn av Watts. Asplenium baileyanum ingår i släktet Asplenium och familjen Aspleniaceae. Inga underarter finns listade.